# Altes Schloss (Kißlegg)
Het Altes Schloss is een 16e-eeuws kasteel in Kißlegg, Duitsland. Het werd gebouwd door de heren van Schellenberg. In het begin van de 18e eeuw werd het gekocht door de graven van Waldburg-Wolfegg, die het anno 2023 nog steeds in bezit hebben.